# Сиктивкар
Сиктивкар (ком. Сыктывкар; рус. Сыктывкар) град је у Русији и главни град Републике Комије. Према попису становништва из 2010. у граду је живело 235.006 становника. Град се налази на ушћу две реке — Сисоле и Вичегде.

## Становништво
Према прелиминарним подацима са пописа, у граду је 2010. живело 235.006 становника, 4.995 (2,17%) више него 2002.
| 1939.  | 1959. | 1970. | 1979.  | 1989.   | 2002.   | 2010.   |
| ------ | ----- | ----- | ------ | ------- | ------- | ------- |
| 25.281 | 100   | 7.814 | 16.767 | 232.117 | 230.011 | 235.006 |

Већина становника је православне вероисповести.